# Biomilch
Als Biomilch bezeichnet man eine Variante der Milch von Hausrindern nach den Umständen ihrer Erzeugung.
Um als Biomilch bezeichnet werden zu dürfen, muss das Produkt gemäß der Verordnung (EG) Nr. 834/2007, auch Öko-Verordnung genannt, erzeugt worden sein. Damit ist auch der Begriff Ökomilch geschützt, der sich jedoch nicht entsprechend etabliert hat. Die Standards für die Haltung und Fütterung sind entsprechend der Basisrichtlinien der Internationalen Vereinigung der ökologischen Landbaubewegungen IFOAM formuliert. Umgangssprachlich werden damit auch Produkte nach anderen Richtlinien und Normen bezeichnet, die jedoch nicht innerhalb der Europäischen Union vertrieben werden dürfen.
Die meisten männlichen Kälber aus der Bio-Milchproduktion werden in konventionellen Betrieben ausgemästet. Die Enthornung der Tiere ist auch im Bio-Landbau erlaubt und wurde einzig beim Demeter-Siegel verboten.
Biomilch wird typischerweise in zertifizierten Bio-Betrieben erzeugt, separat gesammelt und von anderen Milcharten getrennt in Molkereien weiterverarbeitet.
Neben Bio-Kuhmilch werden auch andere Biomilchsorten angeboten.

## Situation in der Schweiz
In der Schweiz werden 90 Prozent der Biomilchkühe mithilfe von künstlicher Besamung trächtig. Gemäß Agrarbericht 2021 lag in der Schweiz im Jahr 2020 der Anteil Biomilch an der gesamten Milchmenge bei 8,9 Prozent. Im Jahr 2020 wurde 25 Prozent der Biomilch zu Konsummilch verarbeitet, welche wiederum einen Marktanteil von 15,8 Prozent erreichte. Der größte Teil der Biomilch (40,5 Prozent) wurde zu Käse verarbeitet, aus 15,3 Prozent wurde Butter hergestellt. Zur Bewerbung von Schweizer Biomilch wird den Bio-Bauern von den Schweizer Milchproduzenten einen Betrag pro Kilogramm vermarkteter Milch in Rechnung gestellt, welcher über die Biomilch-Organisationen einkassiert wird. Anschließend wird der entsprechende Betrag an Bio Suisse ausbezahlt, welche die Mittel zweckgebunden für die Vermarktung von Bio-Milch einsetzt. Da die Milchviehhaltungsbetriebe vermehrt nach den Bio-Richtlinien produzieren – 155 von ihnen haben per 1. Januar 2020 die Vollknospe erhalten – gibt es mit Stand Januar 2020 mehr Biomilch als der Markt absetzen kann. Infolge besteht auch bei Kalbfleisch ein Angebotsüberhang, weshalb die meisten männlichen Kälber in konventionellen Betrieben ausgemästet werden.